# Josef Škarka (fotbalista)
Josef Škarka (* 3. prosince 1938 Michálkovice) je bývalý český fotbalový záložník.

## Hráčská kariéra
V československé lize hrál za Spartak KPS Brno při jeho jediné historické účasti mezi elitou, vstřelil jednu prvoligovou branku (viz přehled).

### Evropské poháry
V evropských pohárech odehrál jeden zápas ve Veletržním poháru (předchůdce Poháru UEFA) v ročníku 1961/62, aniž by skóroval. Utkání s výběrem Lipska (Leipzig XI), které se hrálo 27. září 1961 v Brně na královopolském stadionu, skončilo nerozhodně 2:2.

### Prvoligová bilance
| Ročník          | Zápasy | Góly | Minuty | Klub                |
| --------------- | ------ | ---- | ------ | ------------------- |
| I. liga 1961/62 | 23     | 1    | 1 991  | TJ Spartak KPS Brno |
| CELKEM I. LIGA  | 23     | 1    | 1 991  |                     |